# Comethazine
Frank Childress (ur. 6 lipca 1998 w East Saint Louis), znany zawodowo jako Comethazine – amerykański raper i autor tekstów. Najbardziej znany jest ze swojego singla „Walk”, który osiągnął 20. miejsce na liście Billboard Bubbling Under Hot 100 i pokrył się platyną oraz piosenki „Bands”. Obie piosenki znalazły się na jego debiutanckim mixtapie, Bawskee (2018).
Po Bawskee pojawiły się trzy sequele projektu; Bawskee 2, Bawskee 3.5 i Bawskee 4. Jego debiutancki album, Pandemic, został wydany na początku 2020 roku i spotkał się głównie z pozytywnym przyjęciem krytyków. W 2019 roku był uczestnikiem XXL Freshman Class i wykonywał swój freestyle u boku raperów Roddy’ego Riccha i Tierry Whack. Jego najnowszy album Comethazine the Album został wydany w październiku 2021 roku.

## Kariera
Comethazine zaczął publikować swoją muzykę na platformach SoundCloud i Spotify już jako nastolatek, co pozwoliło mu w późniejszym czasie zrezygnować z pracy jako mechanik i skupić się na muzyce w pełnym wymiarze.
Na początku 2018 r. funkcja w serwisie SoundCloud, która pozwala na zmianę oryginalnego pliku dźwiękowego, została wykorzystana do nieoficjalnego przesłania piosenki YBN Nahmira „Bounce Out with That” na profil Childressa, utwór potem został zastąpiony jego piosenką „Bands”, powodując, że znalazła się na liście przebojów na platformie. Ten incydent pomógł zwiększyć popularność singla. W 2019 roku został wybrany do udziału w XXL Freshmen Class 2019. Comethazine ogłosił utworzenie własnej wytwórni płytowej Hench Mafia Records w czerwcu 2019 roku.
27 marca 2020 roku ukazał się jego debiutancki album studyjny, Pandemic. Jego kolejny projekt, Bawskee 4, pojawił się 23 października 2020 roku, poprzedzony teledyskami do „We Gone Win”, „Air Max” i „Derek Jeter” oraz „556”.
Pod koniec grudnia 2020 r. Comethazine ogłosił, że jego nadchodzący album będzie nosił tytuł Comethazine the Album. Childress wyreżyserował i nakręcił program telewizyjny Doogie. Serial będzie miał premierę na Amazon Prime Video.
22 października 2021 ukazał się krążek Comethazine the Album. Projekt był promowany singlami „Spinback” i „Six Flags”.

## Styl muzyczny i wpływy
Muzyka Comethazine była porównywana jako mieszanka stylu Playboi Carti’ego, Smokepurppa i Tay-K’a i określana jako anty-melodyjna muzyka trap, która wykorzystuje bas jako źródło melodii zamiast tradycyjnej instrumentacji. Jako inspiracje muzyczne wymienił raperów takich jak; Big Mike, Pimp C, Chingy, Jadakiss, Special Ed, Chief Keef, Playboi Carti, Eminem, Waka Flocka Flame, 50 Cent i Jim Jones.

## Dyskografia

### Albumy
| Tytuł                 | Informacje                                                                              | Pozycje na listach |
| Tytuł                 | Informacje                                                                              | USA                |
| --------------------- | --------------------------------------------------------------------------------------- | ------------------ |
| Pandemic              | - Wydany: 27 marca 2020 - Wytwórnia: Alamo - Format: Digital download, streaming        | 151                |
| Comethazine the Album | - Wydany: 22 października 2021 - Wytwórnia: Alamo - Format: Digital download, streaming | 185                |

### Mixtape’y
| Tytuł                                                    | Informacje                                                                           | Pozycje na listach | Pozycje na listach | Pozycje na listach | Pozycje na listach |
| Tytuł                                                    | Informacje                                                                           | USA                | USA R&B/HH         | USA Rap            | KAN                |
| -------------------------------------------------------- | ------------------------------------------------------------------------------------ | ------------------ | ------------------ | ------------------ | ------------------ |
| Bawskee                                                  | - Wydany: 24 sierpnia 2018 - Wytwórnia: Alamo Records - Format: Digital download     | 136                | –                  | –                  | –                  |
| Bawskee 2                                                | - Wydany: 11 stycznia 2019 - Wytwórnia: Alamo Records - Format: Digital download     | 61                 | 36                 | –                  | 66                 |
| Bawskee 3.5                                              | - Wydany: 26 lipca 2019 - Wytwórnia: Alamo Records - Format: Digital download        | 53                 | 26                 | 23                 | 59                 |
| Bawskee 4                                                | - Wydany: 23 października 2020 - Wytwórnia: Alamo Records - Format: Digital download | 177                | –                  | –                  | –                  |
| „–” oznacza że mixtape nie był notowany na danej liście. |                                                                                      |                    |                    |                    |                    |